# Peapack-Gladstone
Peapack and Gladstone ist eine Stadt im Somerset County, New Jersey, USA. Das U.S. Census Bureau hat bei der Volkszählung 2020 eine Einwohnerzahl von 2558 ermittelt.

## Geographie
Nach den Angaben des United States Census Bureaus hat die Stadt eine Gesamtfläche von 15,0 km², wobei keine Wasserflächen miteinberechnet sind.

## Demographie
Nach der Volkszählung von 2000 gibt es 2433 Menschen, 840 Haushalte und 646 Familien in der Stadt. Die Bevölkerungsdichte beträgt 162,0 Einwohner pro km². 94,45 % der Bevölkerung sind Weiße, 3,12 % Afroamerikaner, 0,08 % amerikanische Ureinwohner, 1,23 % Asiaten, 0,00 % pazifische Insulaner, 0,70 % anderer Herkunft und 0,41 % Mischlinge. 3,78 % sind Latinos unterschiedlicher Abstammung.
Von den 840 Haushalten haben 37,1 % Kinder unter 18 Jahre. 69,5 % davon sind verheiratete, zusammenlebende Paare, 5,5 % sind alleinerziehende Mütter, 23,0 % sind keine Familien, 18,1 % bestehen aus Singlehaushalten und in 8,5 % Menschen sind älter als 65. Die Durchschnittshaushaltsgröße beträgt 2,71, die Durchschnittsfamiliengröße 3,11.
26,0 % der Bevölkerung sind unter 18 Jahre alt, 5,5 % zwischen 18 und 24, 30,1 % zwischen 25 und 44, 26,3 % zwischen 45 und 64, 12,2 % älter als 65. Das Durchschnittsalter beträgt 40 Jahre. Das Verhältnis Frauen zu Männer beträgt 100:97,8, für Menschen älter als 18 Jahre beträgt das Verhältnis 100:97,0.
Das jährliche Durchschnittseinkommen der Haushalte beträgt 99.499 USD, das Durchschnittseinkommen der Familien 118.770 USD. Männer haben ein Durchschnittseinkommen von 62.446 USD, Frauen 46.500 USD. Der Pro-Kopf-Einkommen der Stadt beträgt 56.542 USD. 4,2 % der Bevölkerung und 1,9 % der Familien leben unterhalb der Armutsgrenze, davon sind 2,1 % Kinder oder Jugendliche jünger als 18 Jahre und 4,1 % der Menschen sind älter als 65.